# Plurien
Plurien (tiếng Breton: Plurien, Gallo: Pluriaen) là một xã của tỉnh Côtes-d’Armor, thuộc vùng Bretagne, tây bắc Pháp.

## Dân số
Người dân ở Plurien được gọi là Pluriennais.